# Spy-fi
Spy-fi este un subgen al literaturii de spionaj care conține și elemente științifico-fantastice. Termenul include și filme, seriale de televiziune, jocuri (video), anime, etc.

## Exemple

### Filme și seriale TV
- Alias
- Austin Powers: International Man of Mystery
- The Avengers
- The Bionic Woman
- Charles Vine
- Cypher
- Danger Man
- Department S
- Dick Barton
- Dimension 5
- Fortune Hunter (TV series)
- Get Smart
- G.I. Joe
- The Girl from U.N.C.L.E.
- Jake 2.0
- James Bond
- Kim Possible
- Kiss the Girls and Make Them Die
- The Man from U.N.C.L.E.
- M.I. High
- Matt Helm films
- Mission: Impossible
- La Femme Nikita
- Our Man Flint
- The Prisoner
- The Secret Service
- The Six Million Dollar Man
- The Wild Wild West
- Totally Spies!
- Captain Scarlet and the Mysterons
- Team America: World Police

### Cărți
- The Baroness

### Jocuri
- Global Agenda
- Alpha Protocol
- Deus Ex
- Haven: Full Metal Zero
- Metal Gear
- No One Lives Forever
- Splinter Cell
- Spycraft
- Syphon Filter
- Top Secret/S.I.
- Silent Storm

### Anime
- 009-1
- Agent Aika
- Najica Blitz Tactics
- Read or Die